# Park Marie Terezie
Park Marie Terezie je parčík na Hradčanech v Praze 6 vzniklý nad Brusnickým tunelem po dokončení výstavby tunelového komplexu Blanka. Na severní straně je ohraničen ulicí Milady Horákové, na jihu dvěma bastiony Mariánských hradeb, někdejšího opevnění Pražského hradu (baštou sv. Benedikta a baštou sv. Václava). Na východě je ulice U Prašného mostu a na západní straně je v sousedství parku pozemek s tenisovým kurtem u budovy čp. 220 využívané Ministerstvem kultury.

## Popis a historie

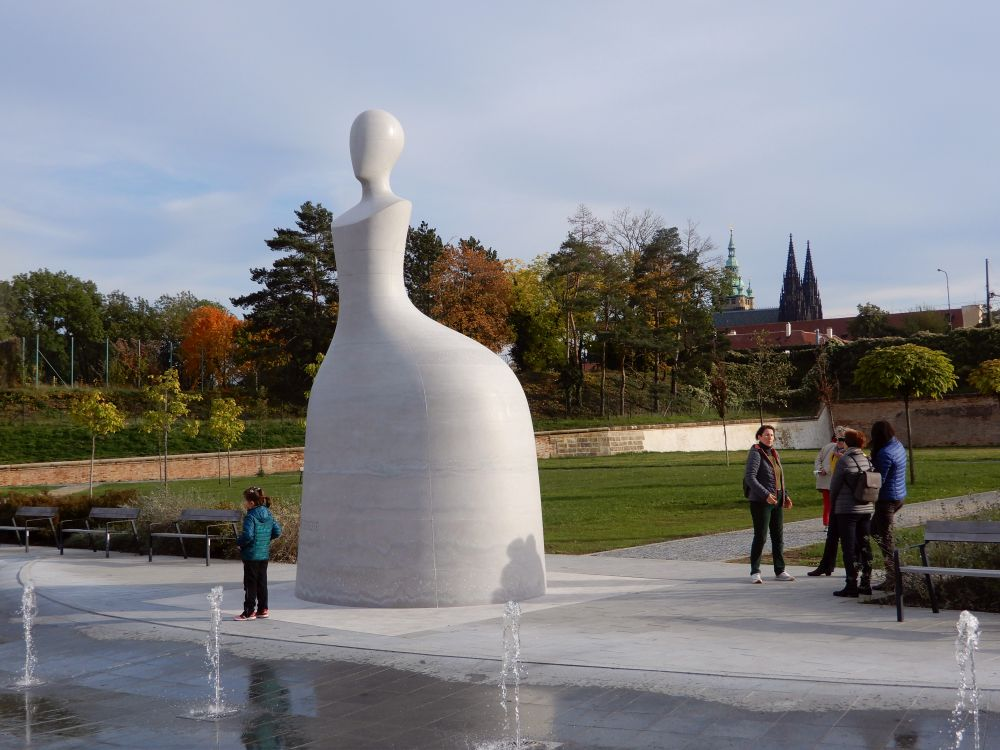
Pomník Marie Terezie od severozápadu

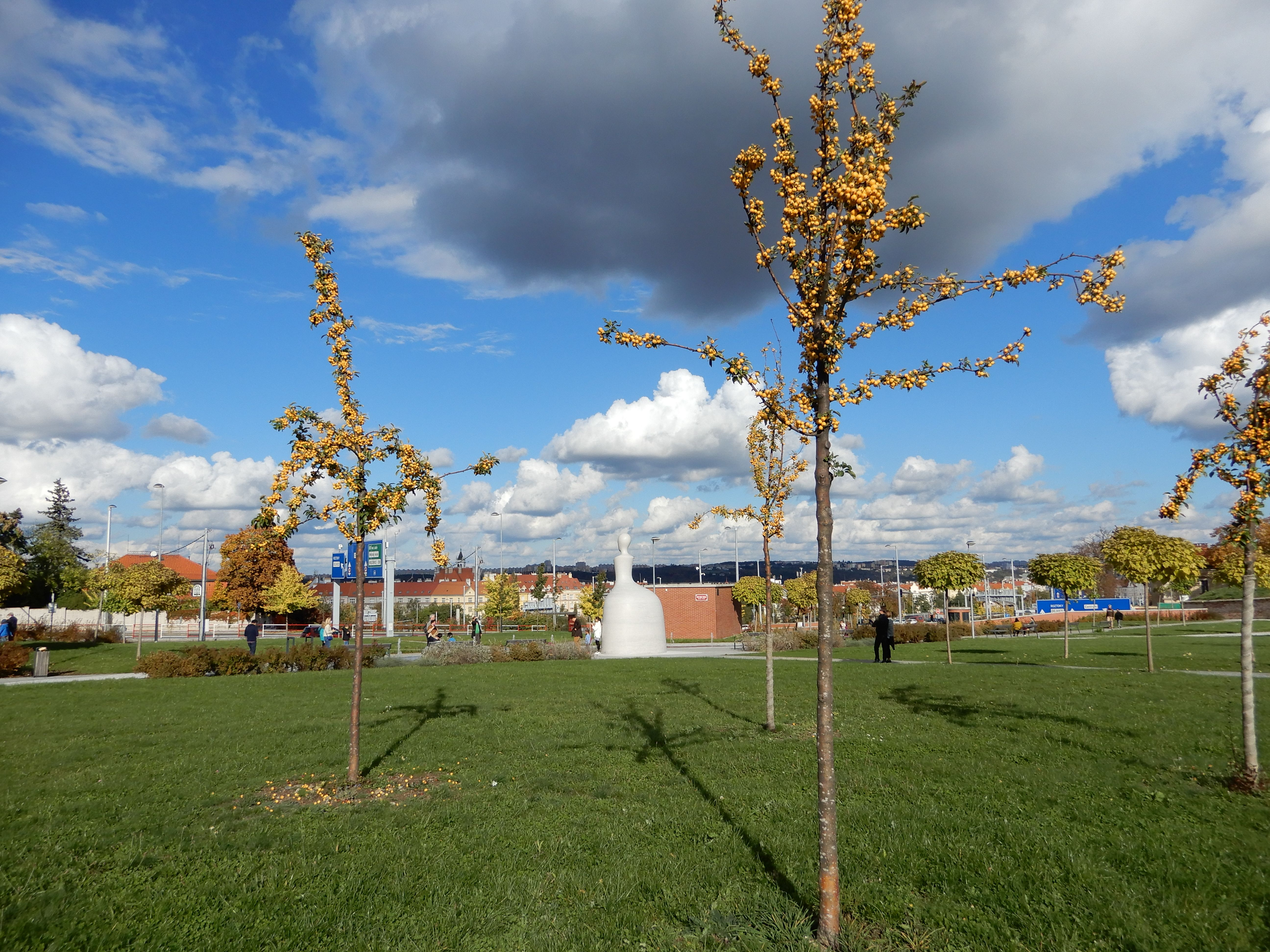
Průhled parkem od hradeb ke křižovatce na Prašném mostě

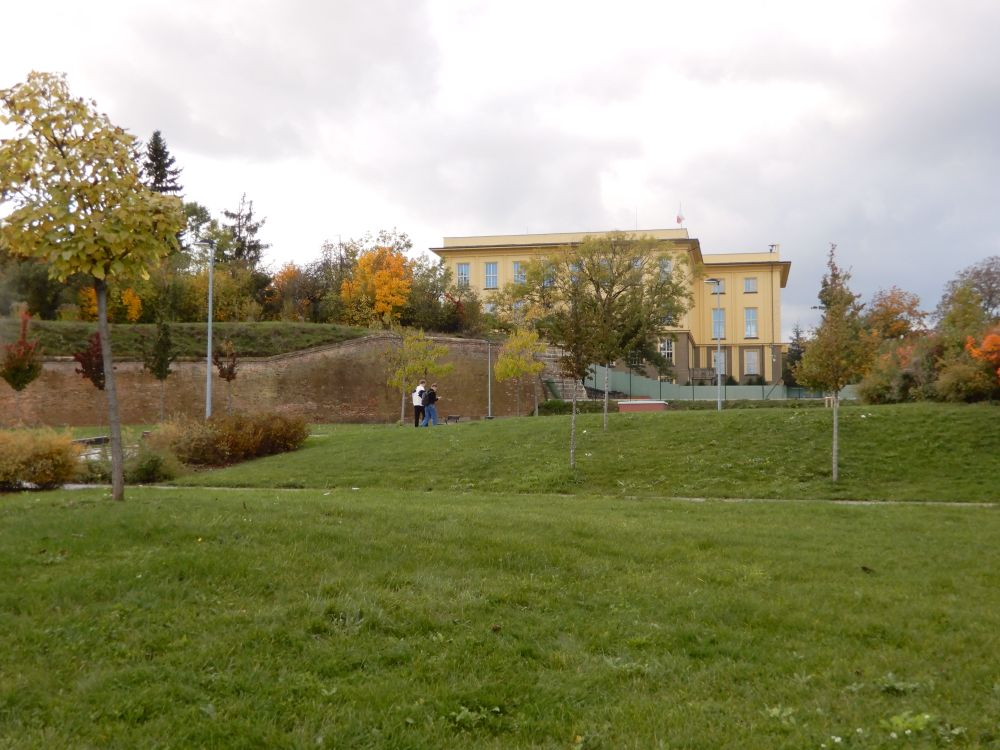
Svah parku před baštou sv. Benedikta a budovou Ministerstva kultury

Původně bezejmenný prostor na místě staveniště tunelového komplexu Blanka byl v roce 2017 přeměněn na park a pojmenován – i v návaznosti na sousedství s barokním opevněním – po jediné rakouské panovnici vládnoucí na českém trůnu, Marii Terezii (1717–1780). Dominantou celého prostoru zůstává cihlová hradební zeď paralelní s Jelení ulicí; režné zdivo napodobují i technické prvky umístěné v parku, např. vstupy do podzemních garáží. 
V popředí svažitého terénu stojí bez podstavce pomník této panovnice, před ním je do oblouku vydlážděná mělká vodní plocha s několika tryskami. Soutěž na pomník vyhlásila Praha 6 už v roce 2013, autory nejlépe hodnoceného návrhu jsou sochař Jan Kovářík a architekt Jan Proksa. Základní kámen byl odhalen u příležitosti 300 let od narození Marie Terezie v roce 2017. Pět a půl metrů vysoká socha byla odlita z umělého kamene. Pomník byl odhalena 20. října 2020. 
Kontroverze, které socha vzbuzovala v tisku před svým odhalením, utichly zejména proto, že socha stojí ve spodní části terénu a přes dříve osazené stromy z ulice a z křižovatky téměř není vidět.
Východně od parčíku je ulice U Prašného mostu, která je hlavní přístupovou cestou k Pražskému hradu od severu. Kameny na jejím nároží jsou upomínkou místních občanů, kteří zahynuli na protější straně ulice (v místech vybagrovaných pro pěší podchod) při přestřelce s nacisty 5. května 1945. V návaznosti na park Marie Terezie bylo navrženo v této ulici (která je parkovištěm aut) vytvořit pěší zónu s nově vysazenou alejí na památku slovinského architekta Jože Plečnika.